# قطار فوبرتال المعلق

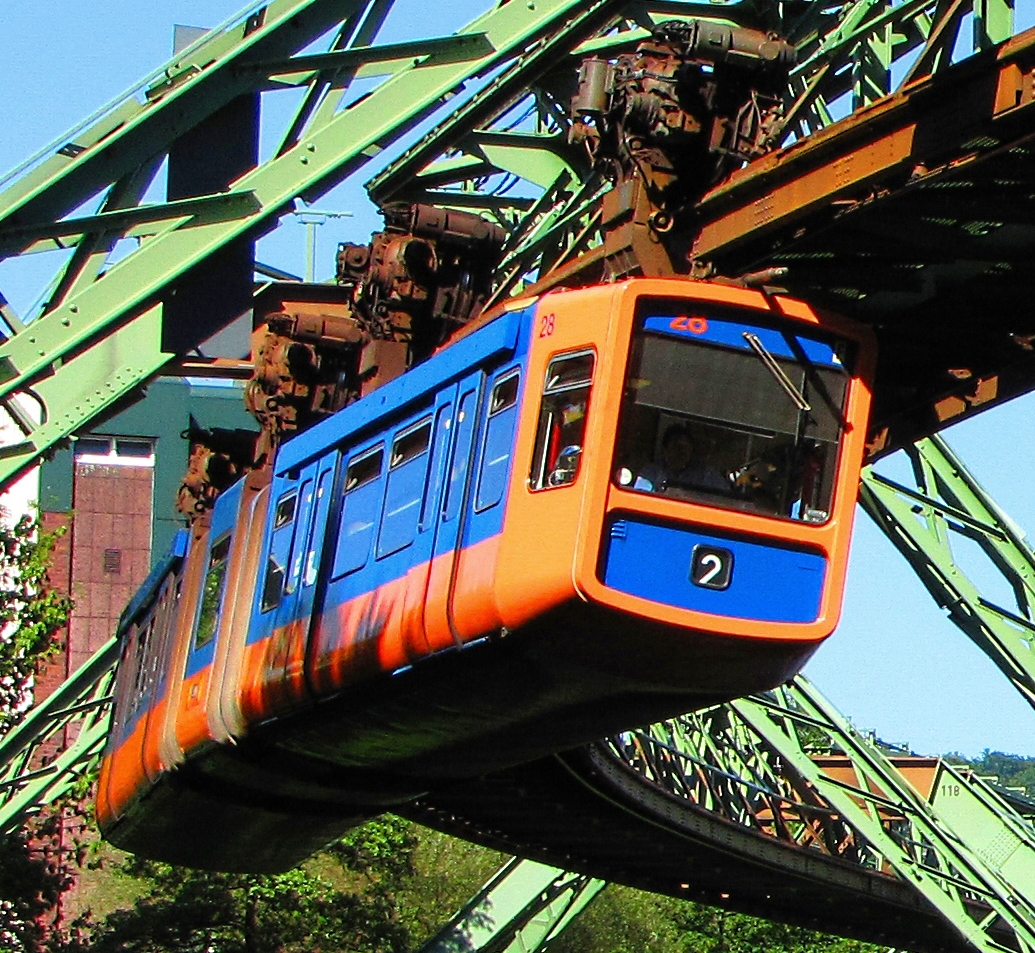
قطار فوبرتال المعلق

قطار فوبرتال المعلق (بالألمانية: Wuppertaler Schwebebahn) هو قطار معلق أو «مترو» أنشئ في مدينة فوبرتال الألمانية ودشن في 1 مارس 1901, . وهو يعتبر رمزا لمدينة فوبرتال المسمى باسمها. عند إنشاء هذا القطار المعلق كان المشروع يحمل اسم «نظام (أوجين لانجن) للانتقال على قضيب واحد».
يسمى بالإنجليزية suspension railway في مدينة فوبرتال الألمانية، وهو اقدم قطار معلق يعمل بالكهرباء في العالم، وتتدلى عرباته أسفل القضيب الحامل له، متتبعا مجرى نهر الفوبر.
قام بتصميمه «أوجين لانجن» بغرض بيع هذا التصميم لمدينة برلين العاصمة.
 وبدأ ببناء المحطات المعلقة في مدن صغيرة قريبة من بعضها البعض، في «بارمين» و «إلبرفيلد» و «فوهفينكيل» خلال الأعوام 1897 إلى 1903، وافتتح الخط الأول في عام 1901 . ولا يزال القطار المعلق يعمل حتى الآن، وهو جزء لا يتجزأ من نظام النقل العام حاليا في مدينة فوبرتال. ينقل نحو 25 مليون راكب سنويا (2008).
 يمتد خط قطار فوبرتال المعلق عبر مسافة 3و13 كيلومتر على ارتفاع نحو 12 متر فوق ومتتبعا «نهر فوبر» بين حي «أوبربارمين» وشارع «سونبورنر شتراسه» (لمسافة 10 كيلومتر)، وعلى ارتفاع نحو 8 متر فق طريق الوادي بين شارعي «سونبورنر شتراسه» و «فوهفينكيل» (مسافة نحو 3 كيلومتر).

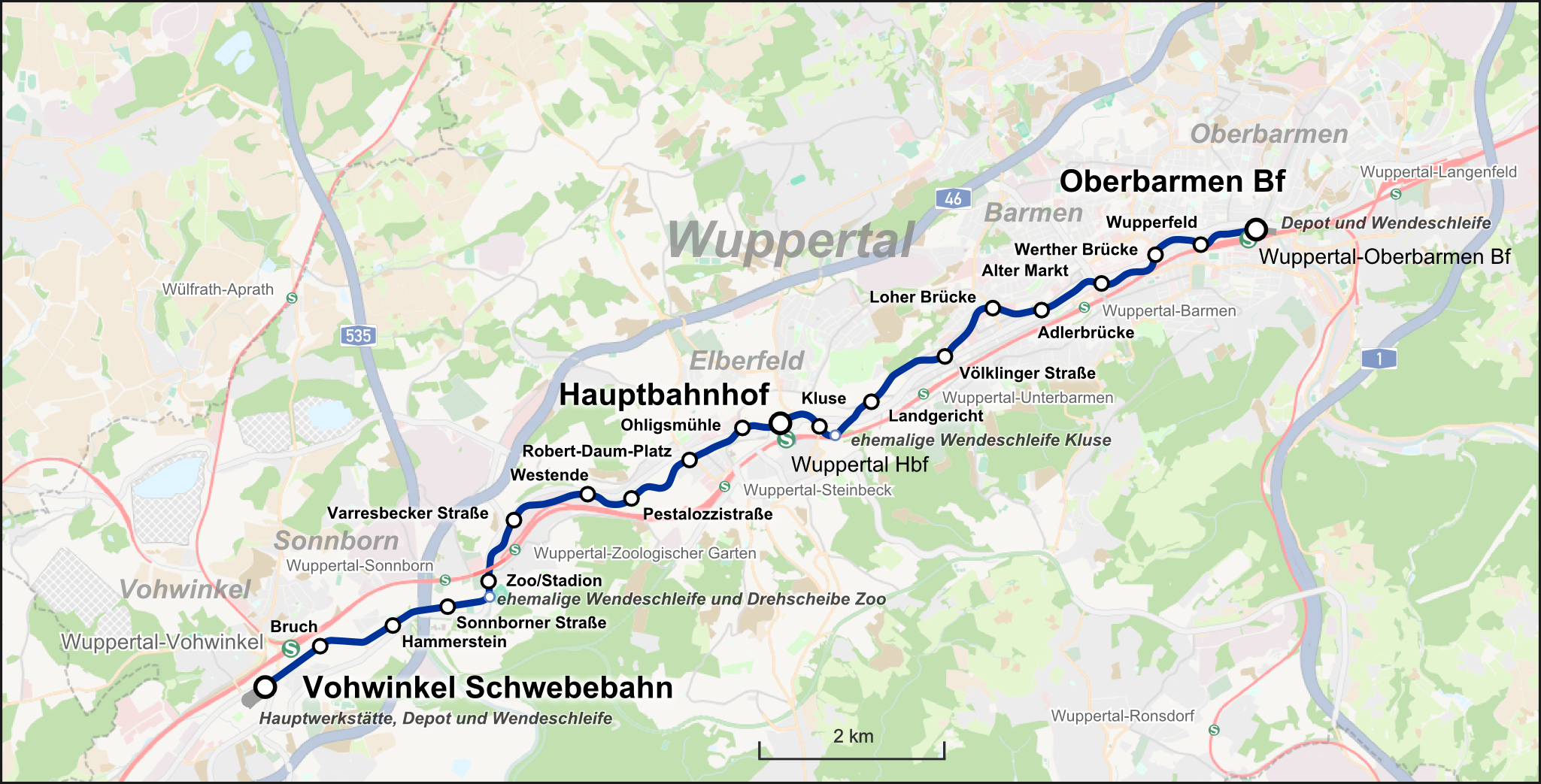
المحطات التي يتوقف فيها القطار المعلق (من عام 1910).

ويعبر القطار المعلق الطريق السريع للسيارات A46. وتستغرق رحلته من بداية الخط إلى نهايته نحو 30 دقيقة.
 يتبع قطار فوبرتال المعلق شركة النقل العام «راين -روهر».

## عرض الصور

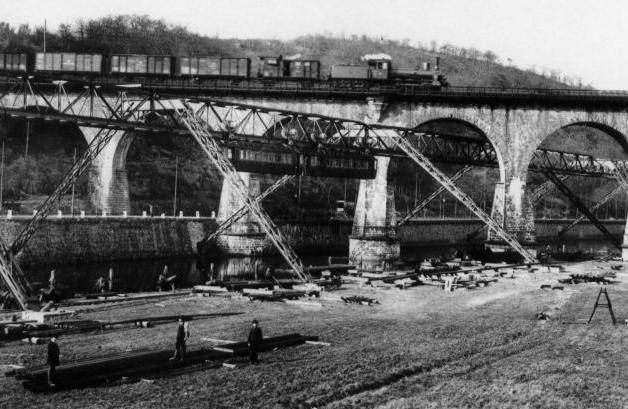
أثناء بنائه عام 1900
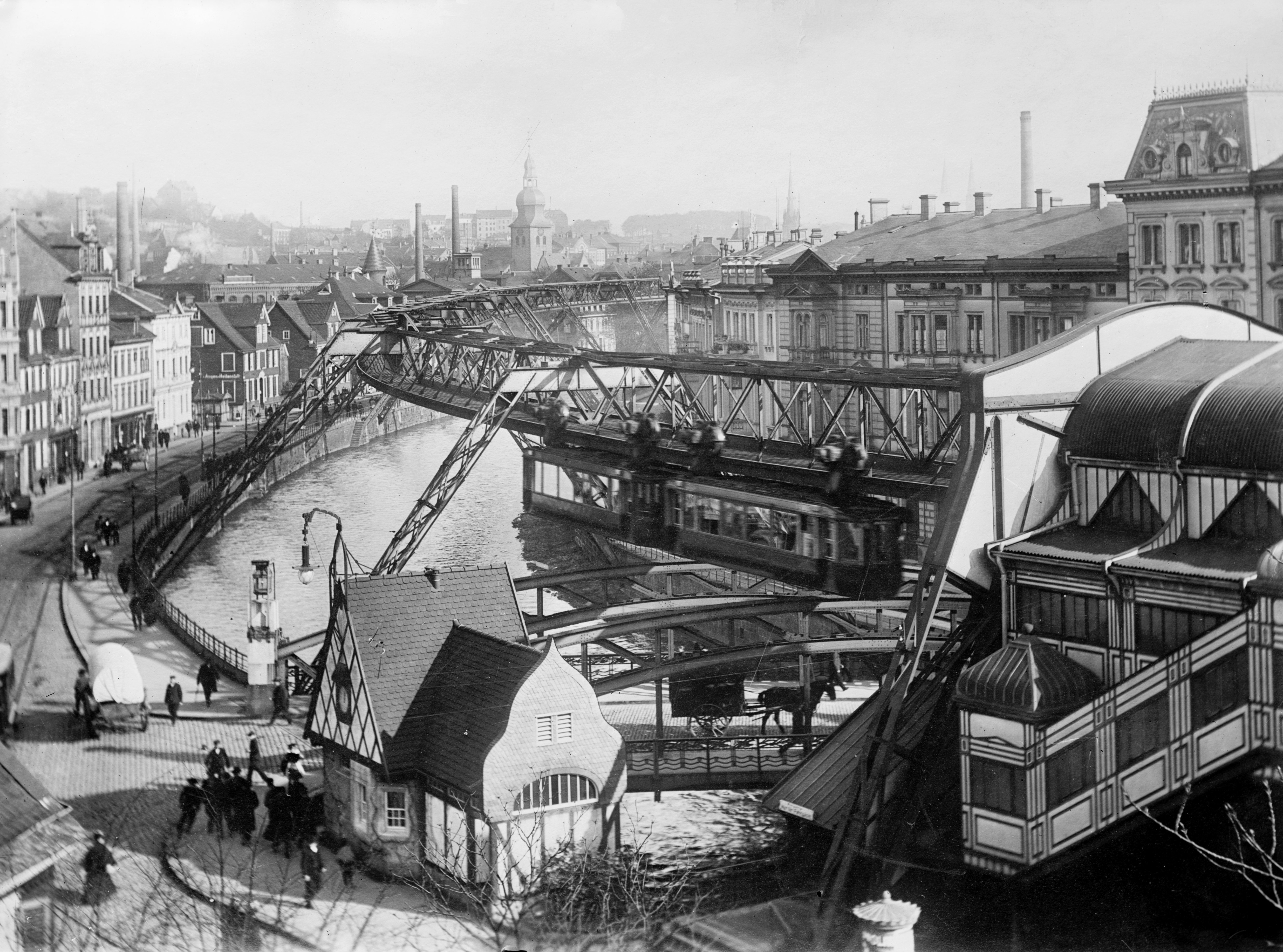
محطة فرتر بوكه عام 1913
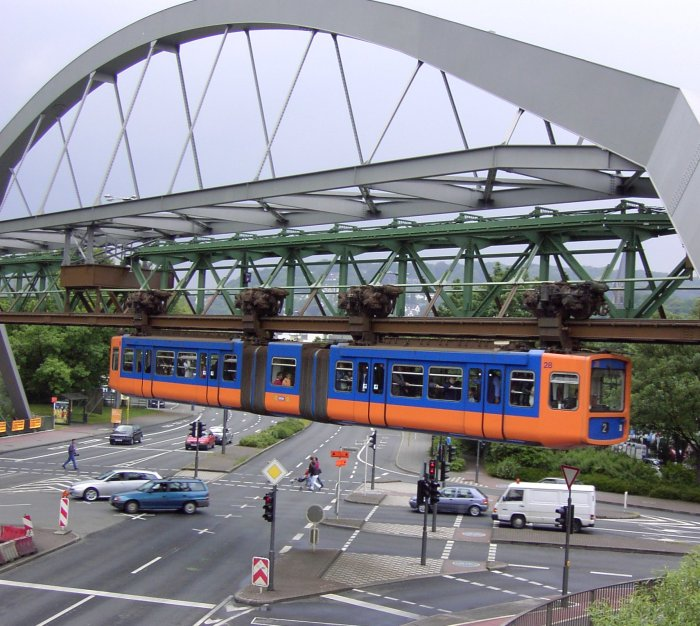
يعبر أحد الميادين (عام 1977 )
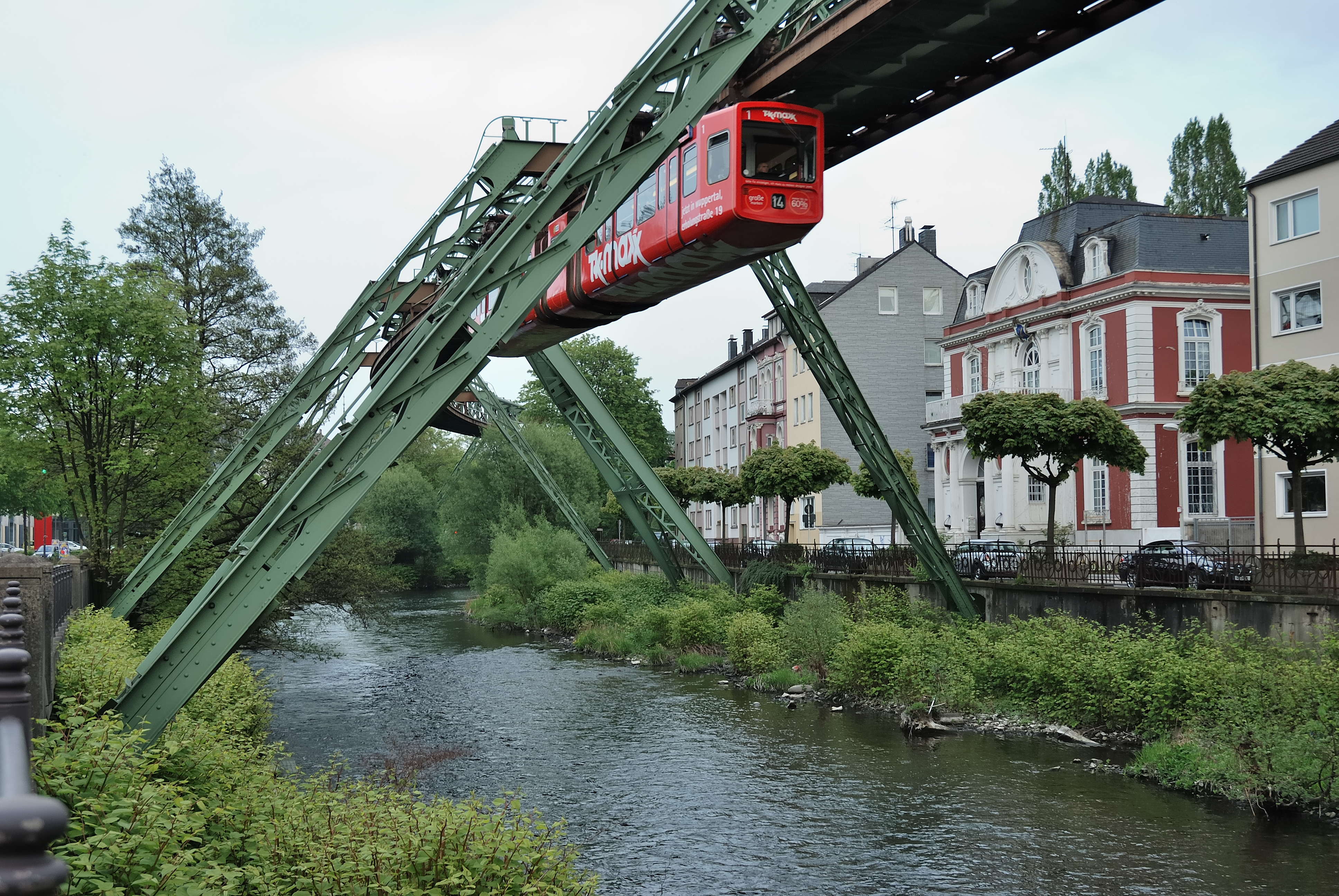
قطار فوبرتال المعلق في عام 2010
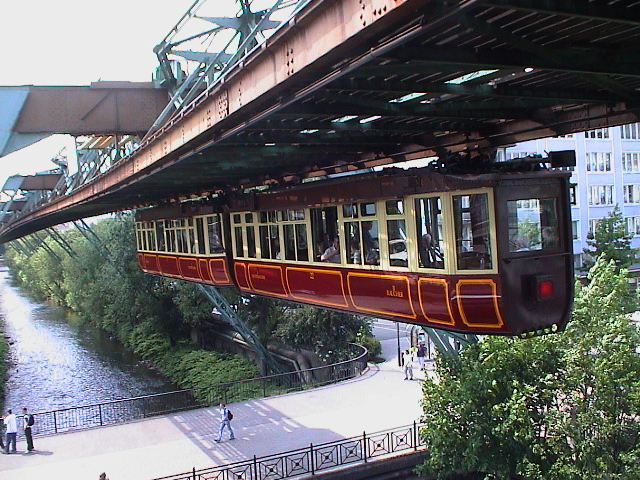
عربة "القيصر الألماني "
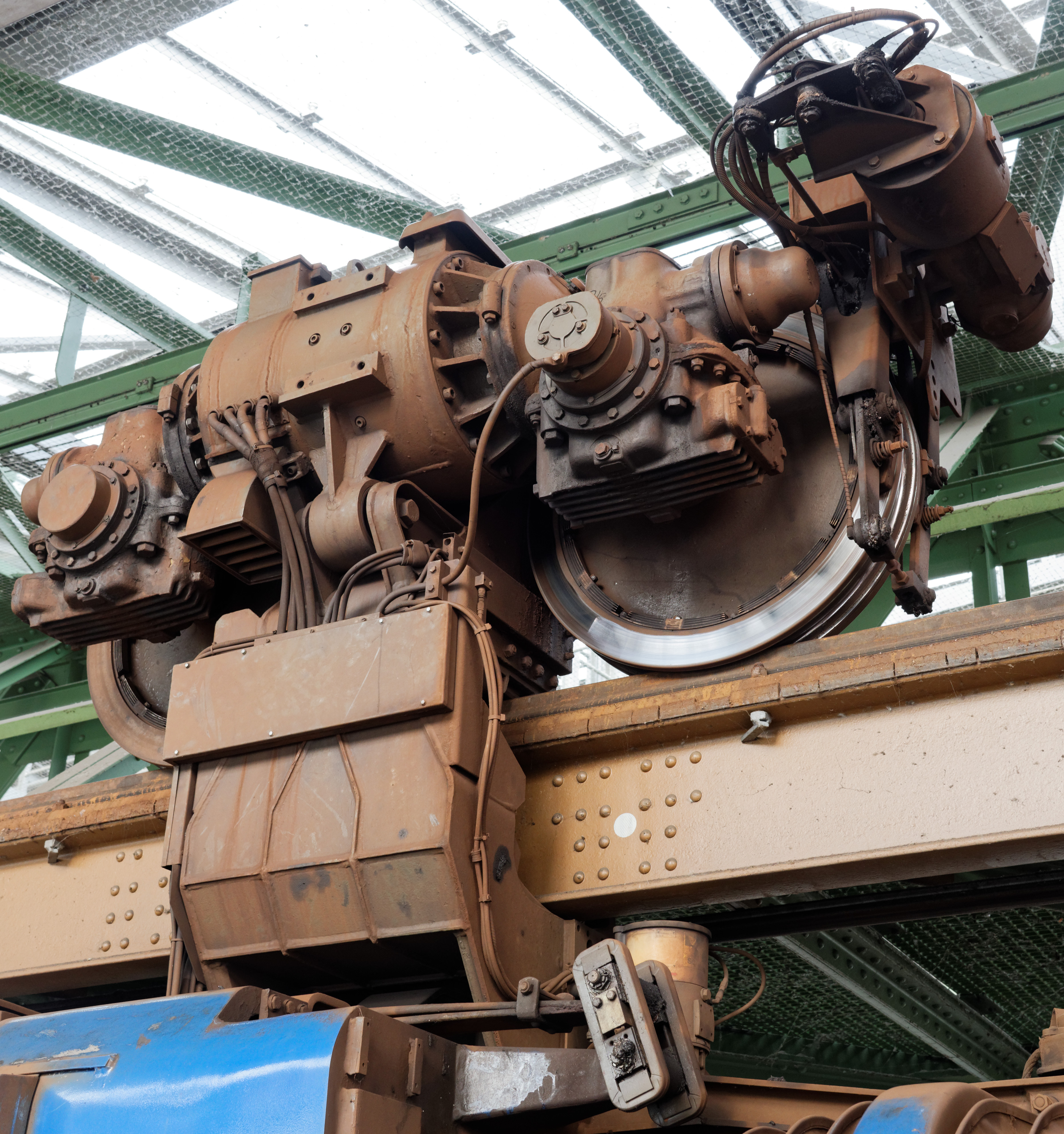
نظام عجلات التعليق

## وصلات خارجية
- Official Website (بالألمانية)

```
(بالإنجليزية)
```

- Kaiserwagen Excursion Trip Information
- Structurae: Wuppertaler Schwebebahn
- Wuppertal in UrbanRail
- The Monorail Society
- Photo tour of stations new and old
- WSW Mobile